# Verdi Inlet
Das Verdi Inlet ist eine vereiste Bucht an der Nordküste der Beethoven-Halbinsel auf der westantarktischen Alexander-I.-Insel. Sie liegt zwischen der westlich gelegenen Pesce- und der Harris-Halbinsel im Osten. Die Bucht wird größtenteils vom Verdi-Schelfeis eingenommen.
Eine erste Kartierung und Luftaufnahmen entstanden bei der US-amerikanischen Ronne Antarctic Research Expedition (1947–1948). Der britische Geograph Derek Searle vom Falkland Islands Dependencies Survey verwendete 1960 diese Luftaufnahmen für eine neuerliche Kartierung. Das UK Antarctic Place-Names Committee benannte das Inlet am 2. März 1961 nach dem italienischen Komponisten Giuseppe Verdi (1813–1901).